# غلوتين

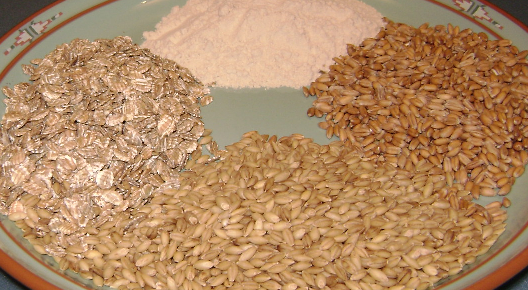
مصادر الغلوتين

الغلوتين أو الدابوق أو الزُّلال النباتي أو المعمعون ((باللاتينية: gluten) وتعني: غراء)، هو مركب بروتيني عبارة عن خليط من مادتي الغلوتنين والغليادين، وهي تشكل 80% من البروتين الموجود في بذرة القمح. يتواجد بنسب معينة في دقيق القمح. هي مادة غير منحلة في الماء، يُسْتَخْرَج الغلوتين بطرق منها تمرير النشا في كيس قماشي يحتوي على القمح، ثم يتم عجنه تحت الماء فيترك مادة الغلوتين. يتم استخدام الغلوتين في عدة أشياء كصناعة الكعك حيث يمنع قوامه عند عملية الخبز. يعتبر الغلوتين مصدراً غذائياً هاماً للبروتين. يستخدم الغلوتين كمادة مضافة في بعض الأطعمة لزيادة البروتين فيها.
يسبب تناول خبز القمح المحتوي على الغلوتين لدى بعض الناس حساسية ضدها؛ حوالي شخص واحد من بين 113 شخصا في الدول المتقدمة لديهم حساسية ضد الغلوتين. المصابون بالداء البطني لا يمكنهم هضم الغلوتين بسهولة. ويتسبب لهم في انتفاخ بالأمعاء ومغص وزيادة الرياح.